# Edgewood (Florida)
Edgewood es una ciudad ubicada en el condado de Orange, Florida, Estados Unidos. Tiene una población estimada, a mediados de 2021, de 2666 habitantes.
Es parte del área metropolitana de Orlando.

## Geografía
La localidad está ubicada en las coordenadas 28°28′53″N 81°22′12″O / 28.48139, -81.37000 (28.48151, -81.370131). Según la Oficina del Censo de los Estados Unidos, tiene una superficie total de 3.97 km², de la cual 3.20 km² corresponden a tierra firme y 0.77 km² son agua.

## Demografía
Según el censo de 2020, en ese momento había 2685 personas residiendo en Edgewood. La densidad de población era de 839.06 hab./km². El 65.5% de los habitantes eran blancos, el 9.5% eran afroamericanos, el 0.5% eran amerindios, el 7.7% eran asiáticos, el 0.3% eran isleños del Pacífico, el 3.7% eran de otras razas y el 12.8% eran de una mezcla de razas. Del total de la población, el 14.9% eran hispanos o latinos de cualquier raza.